# Anna d'Assia-Darmstadt
Anna d'Assia-Darmstadt (Darmstadt, 3 marzo 1583 – Laubach, 13 settembre 1631) fu una nobile dell'Assia-Darmstadt e contessa di Solms-Laubach.
Era figlia di Giorgio I d'Assia-Darmstadt, Largravio dal 1567 al 1596, e della prima moglie Maddalena di Lippe.
Venne data in sposa ad Alberto Ottone, figlio di Giovanni Giorgio I conte di Solms-Laubach dal 1581 al 1600. Il matrimonio venne celebrato a Kassel il 28 ottobre 1601.
Anna divenne contessa consorte di Laubach nel 1607, quando suo marito divise col fratello maggiore Federico i domini lasciati da loro padre Giovanni Giorgio I.
Anna diede al marito otto figli:
- Eleonora (Laubach, 1º ottobre 1602-Laubach, 7 ottobre 1602);
- Maddalena (Rödelheim, 6 luglio 1603-17 agosto 1603);
- Margherita (Laubach, 16 ottobre 1604-Darmstadt, 6 novembre 1648);
- Eleonora (Laubach, 3 settembre 1605-Karlsburg, 6 luglio 1633);
- Agnese Giuliana (Laubach, 6 settembre 1606-Laubach, 24 novembre 1611);
- Cristiana (23 settembre 1607-Heidesheim, 27 novembre 1638);
- Edvige Ursula (6 ottobre 1608-Laubach, 26 settembre 1616);
- Alberto Otto II (Laubach, 21 giugno 1610-Laubach, 6 settembre 1639).

Anna rimase vedova mentre aspettava l'ultimo figlio, che nacque un mese dopo e che divenne subito conte di Laubach.

## Ascendenza
|                               |                   |                                 | Genitori                          |  |  | Nonni |  |  | Bisnonni             |  |  | Trisnonni           |  |
|                               |                   |                                 |                                   |  |  |       |  |  | Guglielmo II d'Assia |  |  | Ludovico II d'Assia |  |
|                               |                   |                                 |                                   |  |  |       |  |  | Guglielmo II d'Assia |  |  | Ludovico II d'Assia |  |
|                               |                   | Matilde di Württemberg-Urach    |                                   |  |  |       |  |  | Guglielmo II d'Assia |  |  |                     |  |
| Filippo I d'Assia             |                   |                                 |                                   |  |  |       |  |  | Guglielmo II d'Assia |  |  |                     |  |
|                               |                   | Anna di Meclemburgo-Schwerin    | Magnus II di Meclemburgo-Schwerin |  |  |       |  |  |                      |  |  |                     |  |
|                               |                   | Anna di Meclemburgo-Schwerin    | Magnus II di Meclemburgo-Schwerin |  |  |       |  |  |                      |  |  |                     |  |
|                               |                   | Anna di Meclemburgo-Schwerin    | Sofia di Pomerania-Wolgast        |  |  |       |  |  |                      |  |  |                     |  |
| Giorgio I d'Assia-Darmstadt   |                   | Anna di Meclemburgo-Schwerin    |                                   |  |  |       |  |  |                      |  |  |                     |  |
|                               |                   | Federico I di Sassonia          | Federico III di Meißen            |  |  |       |  |  |                      |  |  |                     |  |
|                               |                   | Federico I di Sassonia          | Federico III di Meißen            |  |  |       |  |  |                      |  |  |                     |  |
|                               |                   | Federico I di Sassonia          | Caterina di Henneberg             |  |  |       |  |  |                      |  |  |                     |  |
| Caterina di Sassonia          |                   | Federico I di Sassonia          |                                   |  |  |       |  |  |                      |  |  |                     |  |
|                               |                   | Caterina di Brunswick-Lüneburg  | Enrico IV di Brunswick-Lüneburg   |  |  |       |  |  |                      |  |  |                     |  |
|                               |                   | Caterina di Brunswick-Lüneburg  | Enrico IV di Brunswick-Lüneburg   |  |  |       |  |  |                      |  |  |                     |  |
|                               |                   | Caterina di Brunswick-Lüneburg  | Caterina di Pomerania-Wolgast     |  |  |       |  |  |                      |  |  |                     |  |
| Anna d'Assia-Darmstadt        |                   | Caterina di Brunswick-Lüneburg  |                                   |  |  |       |  |  |                      |  |  |                     |  |
|                               | Simone V di Lippe | Bernardo VII di Lippe           |                                   |  |  |       |  |  |                      |  |  |                     |  |
|                               | Simone V di Lippe | Bernardo VII di Lippe           |                                   |  |  |       |  |  |                      |  |  |                     |  |
|                               | Simone V di Lippe | Anna di Holstein-Pinneberg      |                                   |  |  |       |  |  |                      |  |  |                     |  |
| Bernardo VIII di Lippe        | Simone V di Lippe |                                 |                                   |  |  |       |  |  |                      |  |  |                     |  |
|                               |                   | Maddalena di Mansfeld-Mittelort | …                                 |  |  |       |  |  |                      |  |  |                     |  |
|                               |                   | Maddalena di Mansfeld-Mittelort | …                                 |  |  |       |  |  |                      |  |  |                     |  |
|                               |                   | Maddalena di Mansfeld-Mittelort | …                                 |  |  |       |  |  |                      |  |  |                     |  |
| Maddalena di Lippe            |                   | Maddalena di Mansfeld-Mittelort |                                   |  |  |       |  |  |                      |  |  |                     |  |
|                               |                   | Filippo III di Waldeck          | Filippo II di Waldeck             |  |  |       |  |  |                      |  |  |                     |  |
|                               |                   | Filippo III di Waldeck          | Filippo II di Waldeck             |  |  |       |  |  |                      |  |  |                     |  |
|                               |                   | Filippo III di Waldeck          | Caterina di Solms-Lich            |  |  |       |  |  |                      |  |  |                     |  |
| Caterina di Waldeck-Eisenberg |                   | Filippo III di Waldeck          |                                   |  |  |       |  |  |                      |  |  |                     |  |
|                               |                   | Anna di Kleve                   | Giovanni II di Kleve              |  |  |       |  |  |                      |  |  |                     |  |
|                               |                   | Anna di Kleve                   | Giovanni II di Kleve              |  |  |       |  |  |                      |  |  |                     |  |
|                               |                   | Anna di Kleve                   | Matilde d'Assia                   |  |  |       |  |  |                      |  |  |                     |  |
|                               |                   | Anna di Kleve                   |                                   |  |  |       |  |  |                      |  |  |                     |  |